# Estación de Puigvert de Lérida-Artesa de Lérida
Puigvert de Lérida-Artesa de Lérida (en catalán Puigverd de Lleida-Artesa de Lleida) es una estación ferroviaria situada en el municipio español de Puigvert de Lérida, en la provincia de Lérida, comunidad autónoma de Cataluña. Cuenta con servicios de media distancia.

## Situación ferroviaria
Se encuentra ubicada en el punto kilométrico 11,6 de la línea férrea de ancho ibérico que une Madrid con Barcelona a 207 metros de altitud, entre las estaciones de Lérida-Pirineos y de Juneda. El kilometraje de la línea sufre un reinicio en la capital maña y otro en Lérida al basarse en antiguos trazados.

## Historia
Con el ferrocarril dando sus primeros pasos en España, en 1856, Tarragona y Reus fueron rápidamente unidas gracias a ese novedoso medio de transporte que se veía muy útil para la economía local. Sobre esa base se crearon dos compañías: la Compañía del Ferrocarril de Montblanch a Reus y la Compañía del Ferrocarril de Montblanch a Lérida, con un mismo objetivo, alcanzar Lérida. Ambas no tardaron en fusionarse en la Compañía del Ferrocarril de Lérida a Reus y Tarragona. Dicha compañía no completó la línea, hasta la apertura del tramo entre Juneda y Lérida en mayo de 1879 inaugurando con ello la intermedia estación de Puigvert. La precaria situación económica de la titular de la concesión facultó que la poderosa Norte se hiciera con ella en 1884. Norte mantuvo la gestión de la estación hasta que en 1941 se produjo la nacionalización del ferrocarril en España y todas las compañías existentes pasaron a integrarse en la recién creada RENFE. 
Desde el 31 de diciembre de 2004 Renfe Operadora explota la línea mientras que Adif es la titular de las instalaciones ferroviarias.

## La estación
Se encuentra al norte de Puigvert de Lérida mientras que Artesa de Lérida está al oeste del municipio que encabeza el nombre del recinto. Dispone de un edificio para viajeros de dos plantas coronado por un frontón triangular y flanqueado por dos anexos laterales de menor altura que también lucen frontones laterales. Al estar cerrado al público se han habilitados dos marquesinas metálicas en los dos andenes (uno lateral y otro central) de la estación. A los mismos accede la vía principal (vía 1) y una vía derivada (vía 2). Completan la playa de vías otras dos vías más (vías 3 y 5). En el exterior existe una zona de aparcamiento.
Algo más lejos, se sitúan unas instalaciones para el mantenimiento de la línea de alta velocidad entre Madrid y Barcelona que incluyen un intercambiador de ancho de vía.

## Servicios ferroviarios

### Media Distancia
Los servicios de Media Distancia que ofrece Renfe tienen como principales destinos Barcelona y Lérida. 
| Línea MD | Trenes   | Origen/Destino  |  | Destino/Origen                | Equivalente Rodalies de Catalunya |
| -------- | -------- | --------------- |  | ----------------------------- | --------------------------------- |
| 35       | Regional | Lérida Pirineos |  | Barcelona-Estación de Francia |                                   |